# Église Saint-Nicolas d'Ágios Nikólaos
L'église Saint-Nicolas (grec moderne : Εκκλησία Αγίου Νικολάου στον Όρμο) est une église orthodoxe byzantine située dans la ville d'Ágios Nikólaos, sur l'île de Crète, en Grèce. Elle est dédiée à Nicolas de Myre et donne son nom à toute la ville,.

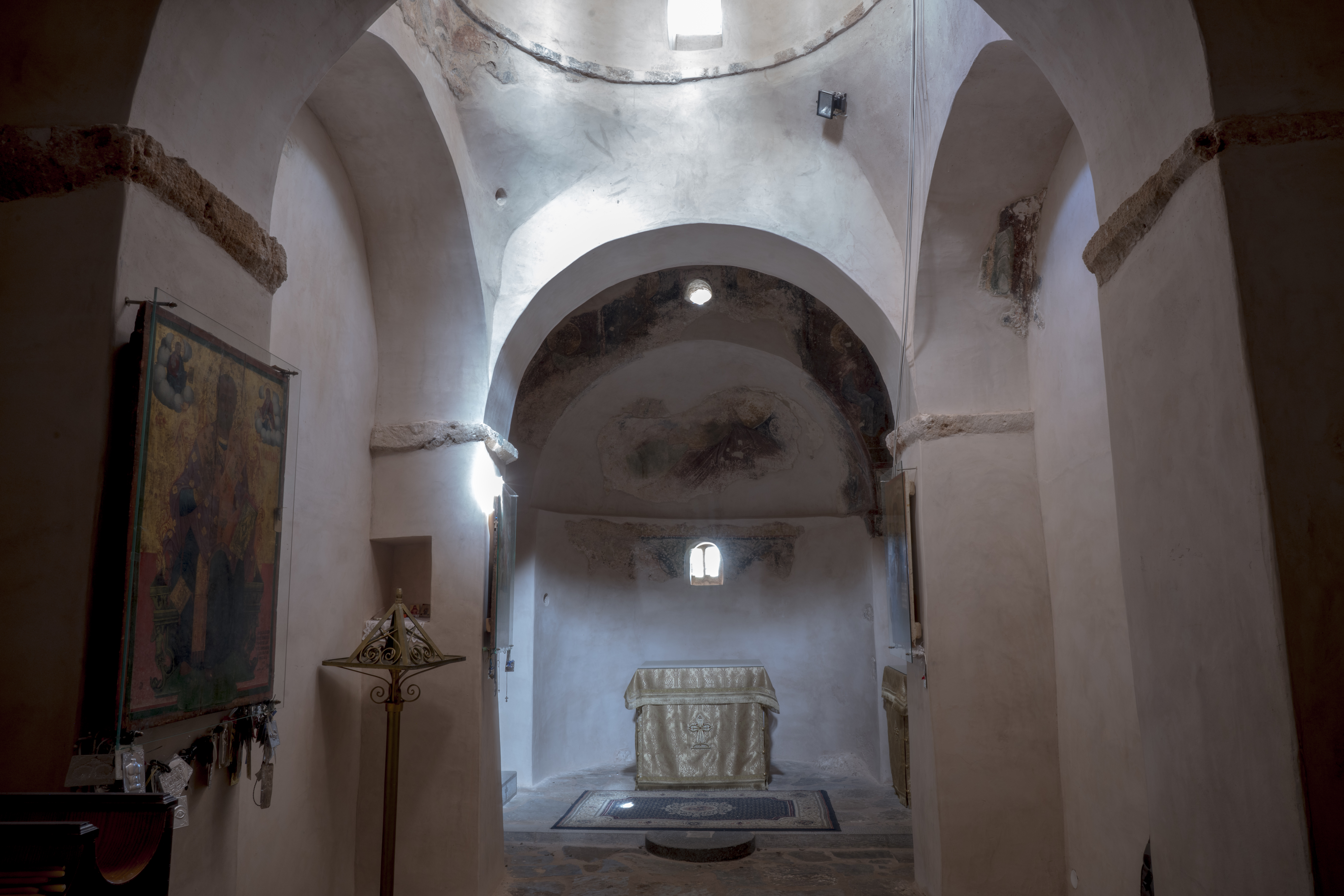
Vue de l'intérieur de l'église.

L'église est construite au début du VIIe siècle, pendant la première période byzantine en Crète, ce qui en fait l'une des plus anciennes églises de Crète encore existantes. Elle conserve relativement jusqu'à aujourd'hui sa forme d'origine. L'église est située sur la péninsule de Nissí ou Bouroúni, au nord-est de la ville. La baie adjacente sert de port au cours du Moyen Âge et est connue sur les cartes vénitiennes sous le nom de Porto di San Nicolò. L'église protège les marins, car Saint Nicolas est considéré comme le saint patron des marins,.
L'église possède un dôme de grande taille, une large abside, ainsi que des portes et des fenêtres de petite taille. À l'intérieur, l'église est initialement décorée de motifs géométriques et floraux, ce qui suggère que la décoration est réalisée pendant la période iconoclaste située entre le VIIIe et le IXe siècle. Le bâtiment de l'église est restauré à la suite du tremblement de terre de 1303 et décoré de peintures murales typiques représentant divers saints de l'église,.
Aujourd'hui, plusieurs grands hôtels se trouvent à proximité de l'église.